# مالکو تارنوفو
مالکو تارنوفو شهری در بورگاس کشور بلغارستان است که جمعیت آن در سال ۲۰۰۱ میلادی ۲٬۸۰۱ نفر بوده‌است.

## نگارخانه

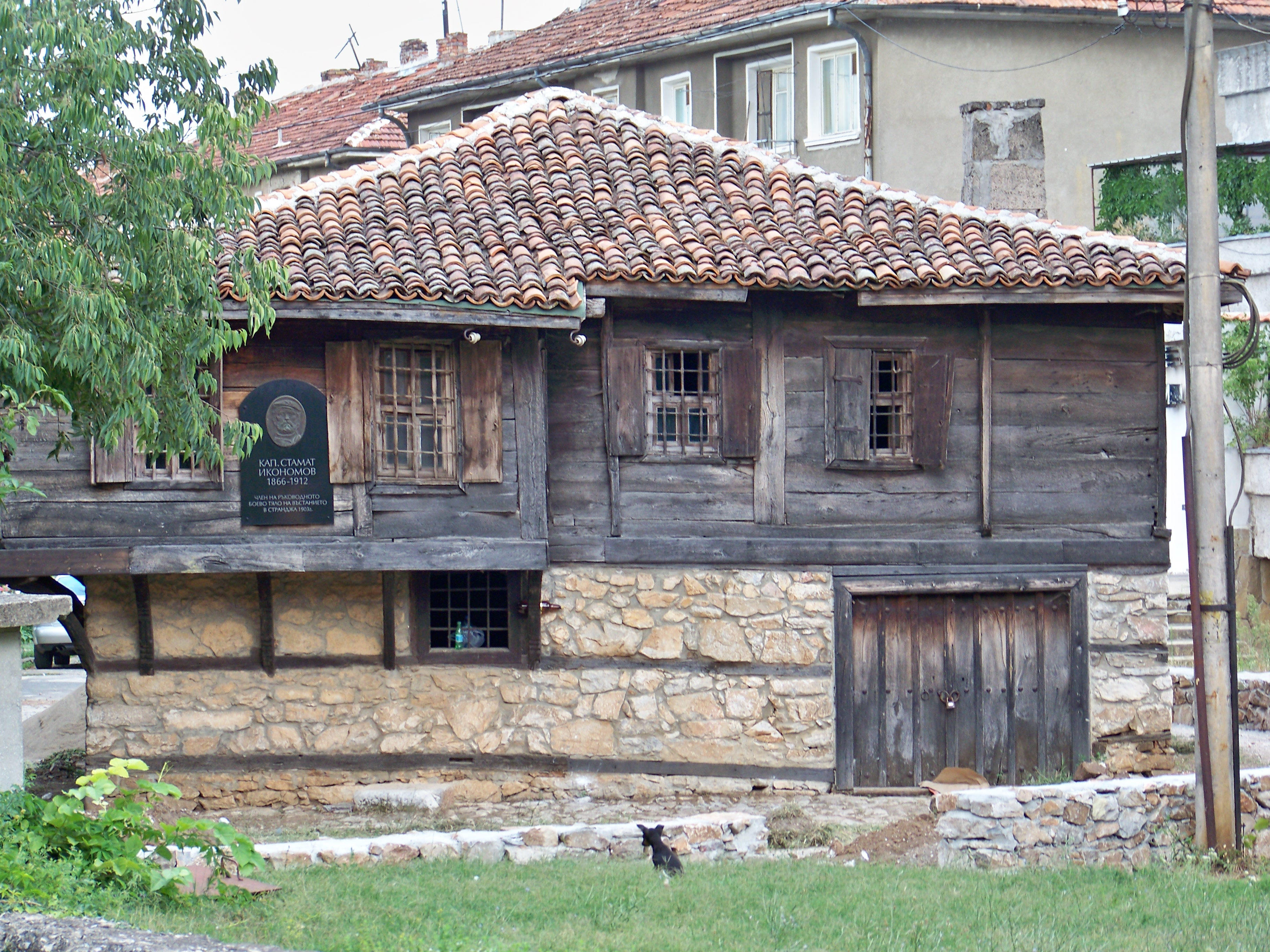
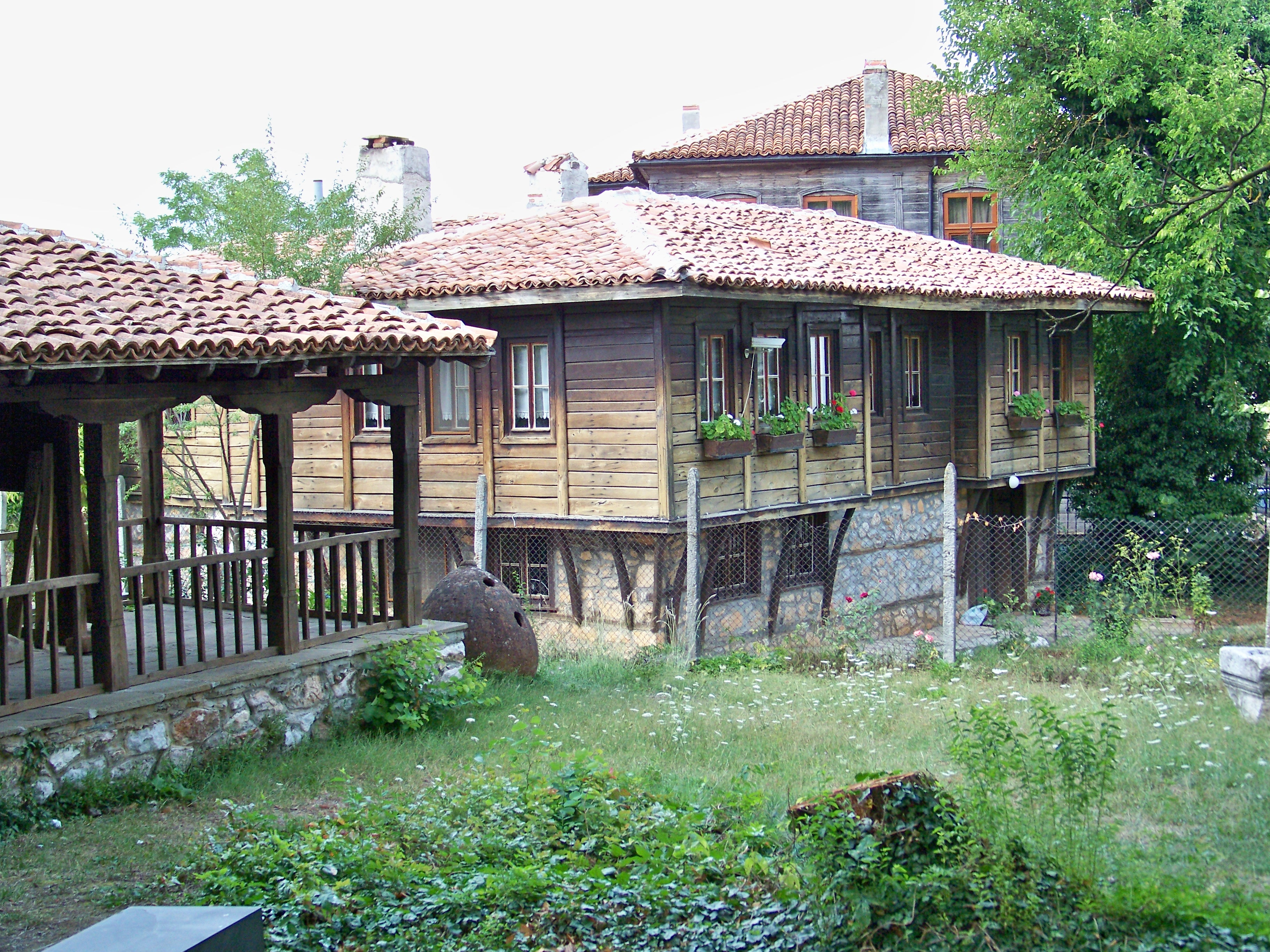
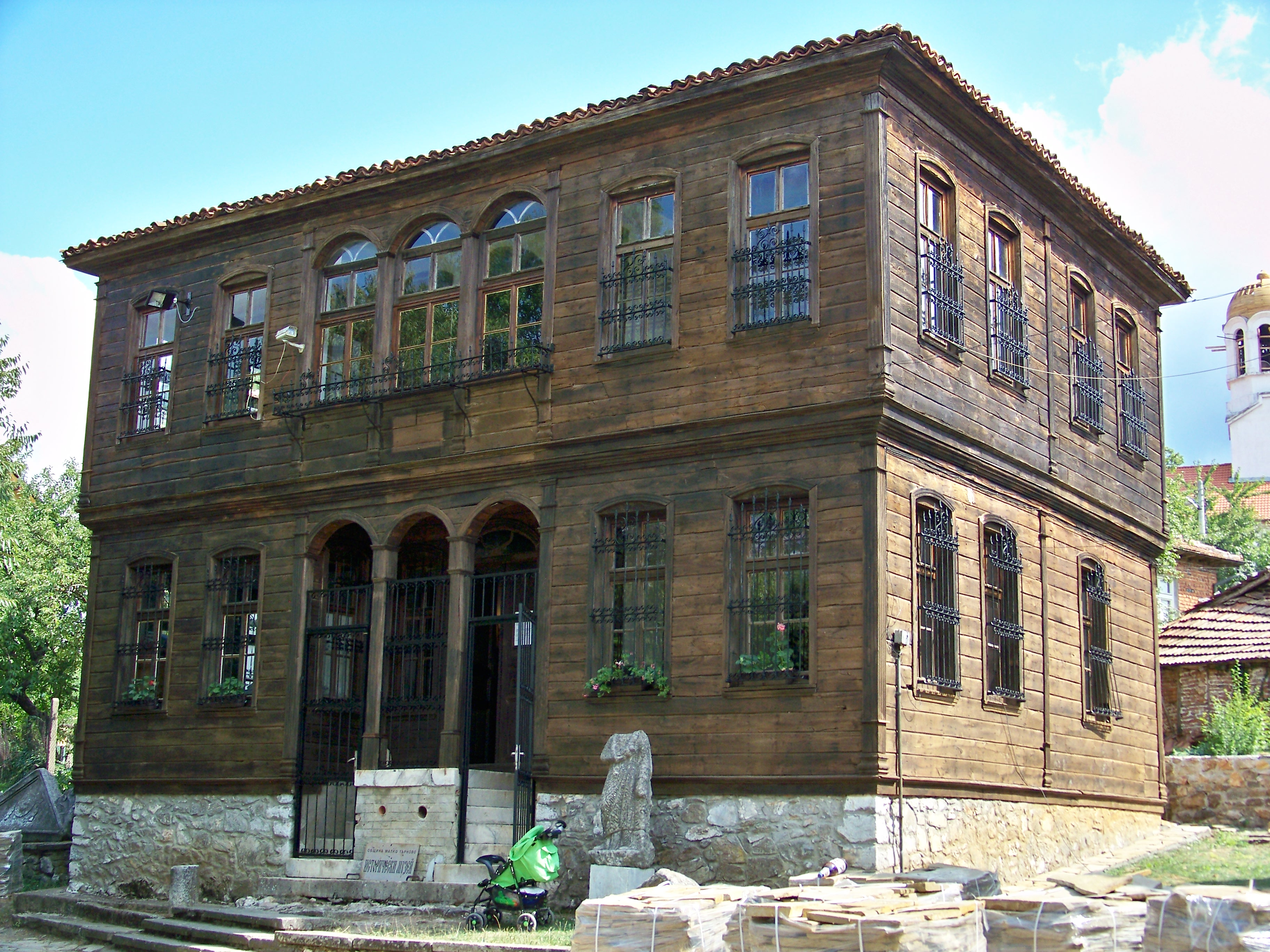
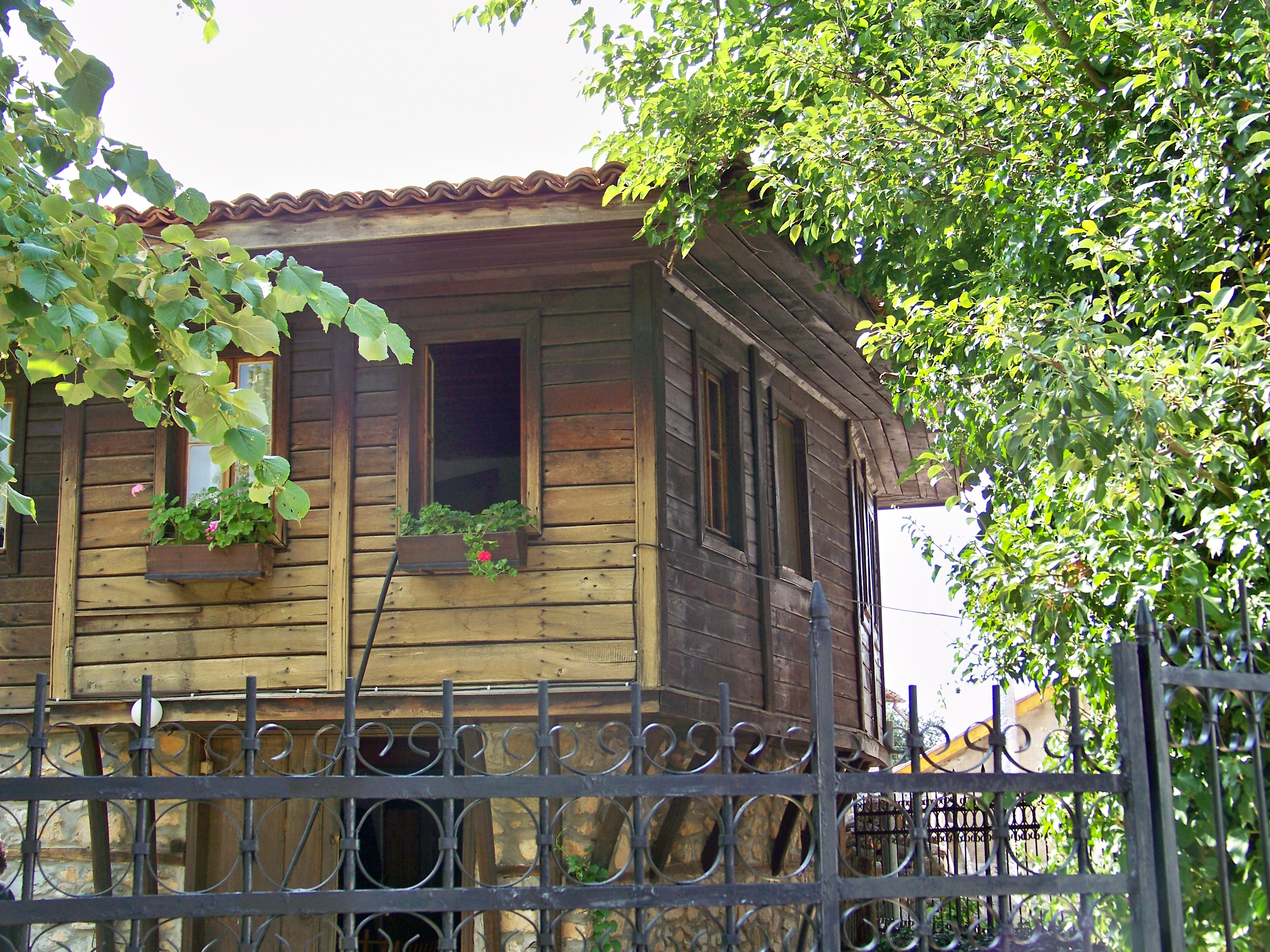
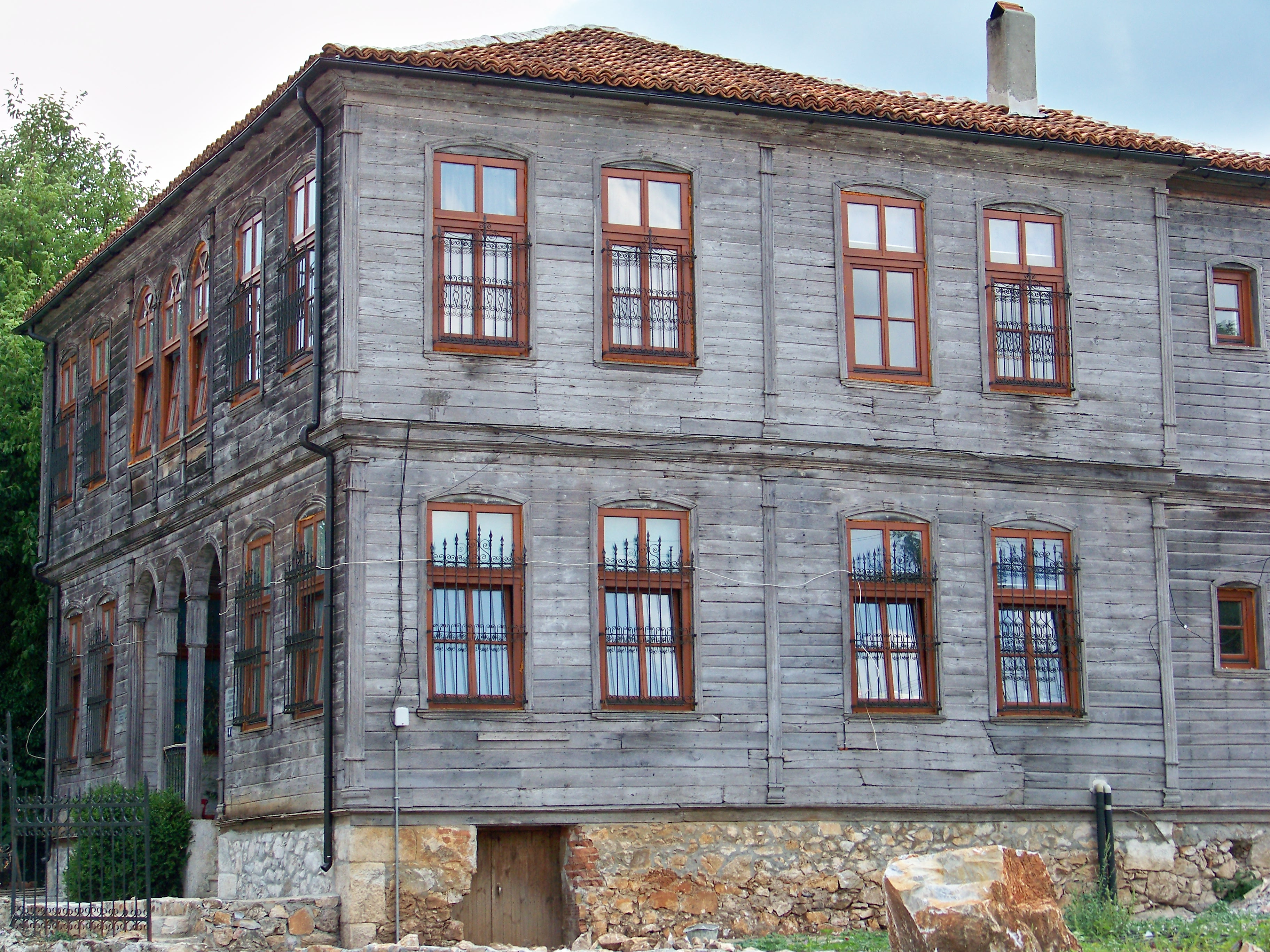